# ゲオルク・ザムエル・デルフェル

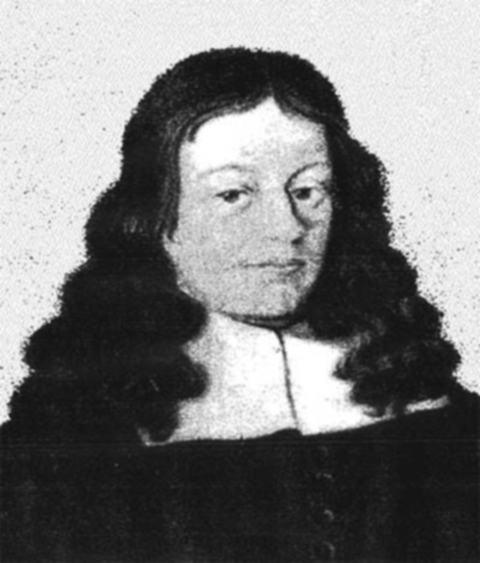
ゲオルク・ザムエル・デルフェル

ゲオルク・ザムエル・デルフェル（Georg Samuel Dörffel、1643年10月11日 - 1688年8月6日）は、17世紀のドイツの天文学者。
プラウエンに生まれた。1658年からライプツィヒ、後にイェーナで神学を学んだ。牧師となったが天文学の観測を行った。1663年から1687年の間に彗星に関する論文を含む多くの天文学の論文を発表した。
1680年から1681年に出現した大彗星の観測結果から彗星の軌道が太陽の周りをまわる放物線軌道であると結論した。1682年ハレー彗星の最初の観測者となった。ヴァイダで44歳で没した。デルフェルの業績が知られるようになったのは没後100年を経てからである。月のクレータのひとつに命名されている。また小惑星(4076)デルフェルは彼の名に因んで命名された。